# Tron : La Révolte
Pour les articles homonymes, voir Tron (homonymie).
Tron : La Révolte  (Tron: Uprising) est une série télévisée d'animation américaine en 19 épisodes de 22 minutes développée par Edward Kitsis et Adam Horowitz d'après les personnages créée par Steven Lisberger et Bonnie MacBird, diffusée entre le 18 mai 2012 et le 28 janvier 2013 sur Disney XD.
En France, elle est diffusée depuis le 10 octobre 2012 sur Disney XD.

## Synopsis
Beck, jeune programme mécanicien, est confronté à la loi martiale appliquée par le général Tesler envoyé par Clu dans son secteur de la grille. Beck rencontre le héros Tron et, entraîné par lui, devient le Renégat, figure montante de la révolte.

## Distribution

### Voix originales
- Elijah Wood : Beck
- Bruce Boxleitner : Tron
- Mandy Moore : Mara
- Emmanuelle Chriqui : commandante Paige
- Nate Corddry : Zed
- Lance Henriksen : général Tesler
- Reginald VelJohnson : Abel
- Paul Reubens : commandant Pavel
- Fred Tatasciore : Clu
- Lance Reddick : Cutler
- Olivia Wilde : Quorra
- Kate Mara : Perl
- Tricia Helfer : The Grid
- Charlie Bean : voix additionnelles

### Voix françaises
- Olivier Prémel : Beck
- Jean-Marc Delhausse : Tron
- Esther Aflalo : Mara
- Fanny Roy : commandante Paige
- Emmanuel Dekoninck : Zed
- Patrick Descamps : général Tesler
- Mathieu Moreau : Abel
- Romain Barbieux : commandant Pavel
- Martin Spinhayer : Clu
- ? : Cutler
- ?: Quorra
- ?: Perl
- Séverine Cayron : La Grille

- Version française[2]
  - Studio d'enregistrement : Dubbing Brothers 
  - Direction artistique : Bruno Mullenaerts
  - Adaptation : Michel Berdah

## Production
En novembre 2010, il a été annoncé le début de la série pour l'été 2012.
N'ayant pas obtenu les audiences nécessaires, la série est techniquement annulée.

## Épisodes
1. Les Débuts de Beck (Beck's Beginning) (31 minutes, aussi disponible en 11 webisodes)
2. Le Renégat - première partie - (The Renegade, Part 1)
3. Le Renégat - seconde partie - (The Renegade, Part 2)
4. La Course d'Argon (Blackout)
5. Mémoire vive (Identity)
6. Isolés (Isolated)
7. Le Prix du pouvoir (Price of Power)
8. La Récompense (The Reward)
9. Cicatrices - première partie (Scars, Part 1)
10. Cicatrices - seconde partie (Scars, Part 2)
11. Mis à terre (Grounded)
12. Nous le saurons quand ce sera la fin (We Both Know How This Ends)
13. L'Étranger (The Stranger)
14. Taggé (Tagged)
15. L'Esprit d'état (State of Mind)
16. Bon retour (Welcome Home)
17. Rendez-vous (Rendezvous)
18. Sans limite (No Bounds)
19. Phase terminale (Terminal)